# Венцлов
Венцлов (њем. Wenzlow) општина је у њемачкој савезној држави Бранденбург. Једно је од 38 општинских средишта округа Потсдам-Мителмарк. Према процјени из 2010. у општини је живјело 575 становника. Посједује регионалну шифру (AGS) 12069648.

## Географски и демографски подаци
Венцлов се налази у савезној држави Бранденбург у округу Потсдам-Мителмарк. Општина се налази на надморској висини од 37 метара. Површина општине износи 20,4 km². У самом мјесту је, према процјени из 2010. године, живјело 575 становника. Просјечна густина становништва износи 28 становника/km².